# 334 f.Kr.

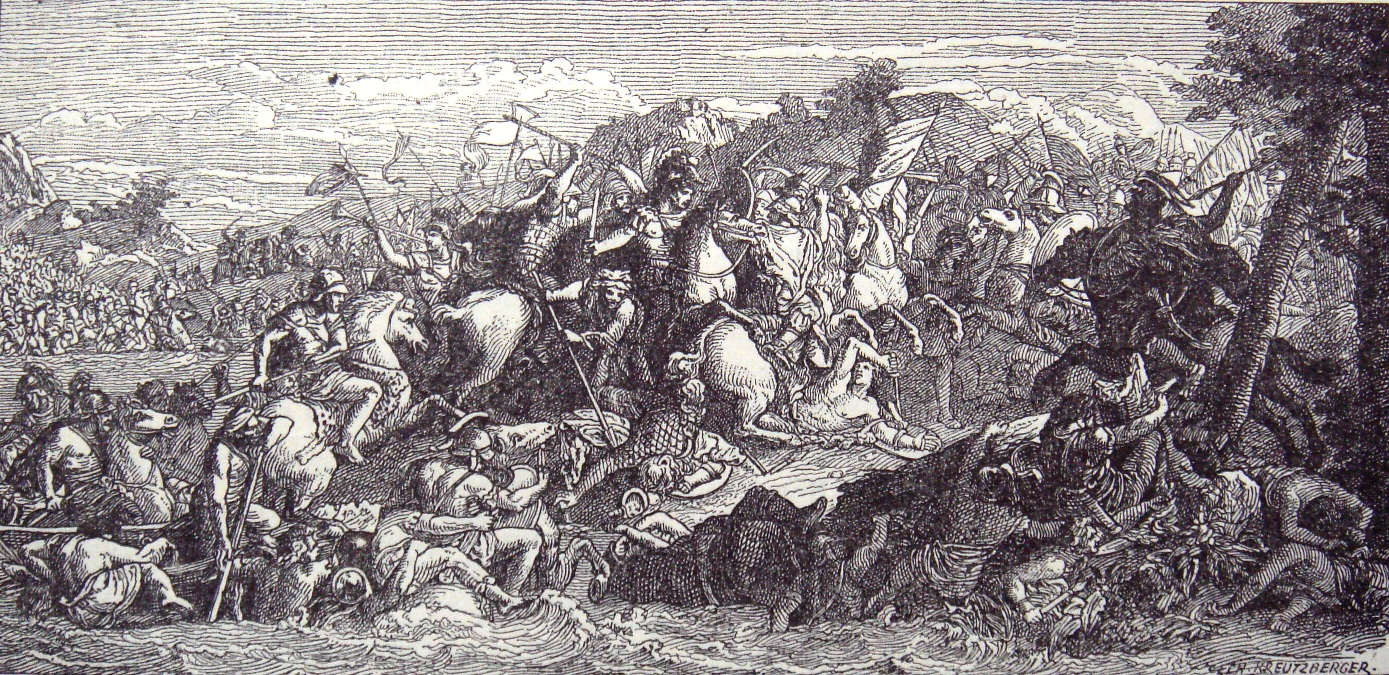
Slaget vid Granikos

## Händelser

### Efter plats

#### Persiska riket
- Vid kung Pixodaros av Karien död efterträds han av sin svärson Orontobates.
- Då de persiska satraperna har samlats för att hålla krigsråd vid Zeleia, anser Memnon att perserna bör undvika öppen strid och istället tillämpa brända jordens taktik. Det hellespontiska Frygiens satrap Arsites tillåter inte att hans land bränns och bestämmer sig tillsammans med andra satraper att rösta mot detta försiktighetsråd.

#### Makedonien
- Kung Alexander III av Makedonien går över Dardanellerna, varvid han lämnar Antipater, som redan troget har tjänat hans far Filip II, som sin ställföreträdare i Grekland med 13 000 man. Alexander själv för befälet över cirka 30 000 fotsoldater och över 5 000 kavallerister. Av dessa totalt 35 000 soldater är omkring 14 000 makedonier och omkring 7 000 allierade skickade av grekiska förbundet.
- 22 maj – Alexander vinner en stor seger mot perserna, under den grekiske legosoldaten Memnons befäl, i slaget vid Granikos nära Marmarasjön. Ett stort antal av Dareios III:s grekiska legosoldater blir massakrerade, medan omkring 2 000 överlevande skickas tillbaka till Makedonien som fångar.
- Alexander accepterar kapitulationen från den persiska provinshuvudstaden Sardis (och dess skattkammare) och fortsätter utmed Joniens kust.
- Vid Halikarnassos, inleder Alexander framgångsriket den första av många belägringar, och tvingar så småningom sina motståndare, bland annat kaptenen Memnon från Rhodos och den persiske satrapen av Karien, Orontobates, att dra sig tillbaka sjövägen. Alexander lämnar Karien i Adas händer (hon var härskare där innan hennes svåger Pixodaros tog över makten).
- Alexanders seger öppnar Mindre Asien för makedonierna, och de flesta av städerna i området skyndar sig att öppna sina portar för dem. Städernas tyranner förvisas och (i motsats till den makedoniska politiken i Grekland) demokrati införs i dem. Den joniska staden Miletos trotsar Alexander och han tvingas kuva den genom en belägring.

#### Italien
- Alexander från Epiros går, på kolonin Taras (Tarentum) begäran, in i Italien, för att hjälpa kolonin mot lukanerna och bruttierna. Han vinner också segrar över de italienska samniterna.

#### Kina
- Härskarna av staterna Wei och Qi går med på att erkänna varandra som kungar, vilket formaliserar de stridande staternas självständighet och Zhoudynastins maktlöshet.

## Avlidna
- Pixodaros, kung av Karien sedan 340 f.Kr.